# Pafawag 3E
Pafawag 3E (typy 3E, 3E/1 i 3E/1M, seria PKP początkowo E06, następnie ET21, wśród prywatnych przewoźników również seria ET21M) – normalnotorowa towarowa lokomotywa elektryczna produkcji polskiej. Przez miłośników kolei i kolejarzy nazywana „kantem”, „telewizorem” lub „sputnikiem”.

## Opis
Część elektryczna została zaprojektowana na podstawie radzieckiej lokomotywy WŁ22M. Lokomotywa ET21 była pierwszą przeznaczoną dla PKP elektryczną lokomotywą towarową produkowaną w Polsce. Projekt opracowany został w 1955 roku, zaś w 1957 roku Pafawag rozpoczął jej produkcję seryjną. Początkowo produkowano typ 3E (70 sztuk), który zmodyfikowano w roku 1960 (m.in. usprawniono wózki, system hamulca, układ chłodzenia i zawieszenia silników trakcyjnych) oraz zmniejszono grubości blach poszycia i podłogi, co spowodowało zmniejszenie masy o 8 ton. W zmodernizowanej wersji 3E/1 lokomotywy zaczęto produkować od roku 1960 (589 sztuk). Pierwsze 17 lokomotyw dla PKP otrzymało oznaczenia wg starego systemu, tj. E06 (numery od E06-01 do E06-17). Produkcję lokomotyw zakończono w 1971 roku. W późniejszym okresie w kilku lokomotywach prywatnych przewoźników zastosowano sterowanie wielokrotne. Posiadają je następujące lokomotywy: ET21-23, 3E-30, 3E-31, 3E-39, 3E-42, 3E-46, 3E-53 i 3E-67. Kilku gruntownie zmodernizowanym lokomotywom zmieniono typ z 3E/1 na 3E/1M. Lokomotywom tym nadano oznaczenie ET21M lub 3E/1M.

## Eksploatacja przez PKP
Pomimo charakterystyki trakcyjnej właściwej dla lokomotywy towarowej oraz przestarzałego widłowego prowadzenia zestawów kołowych i „tramwajowego” zawieszenia silników trakcyjnych, lokomotywy ET21 były wykorzystywane zarówno w ruchu towarowym, jak i pasażerskim (przejściowo nawet ekspresowym). Lokomotywy ET21 mogą prowadzić pociągi towarowe o masie 2300 ton z prędkością 70 km/h, a pociągi pasażerskie o masie 700 ton z prędkością do 100 km/h. Wycofywanie serii rozpoczęto na przełomie lat 80. i 90., a pozostałych kilkanaście egzemplarzy do 2016 wykorzystywano w ruchu towarowym na liniach w południowej części kraju, mimo że ostateczne wycofanie planowano na rok 2002. Lokomotywy te bardzo dobrze spisywały się na liniach górskich. Były cenione przez maszynistów za solidną, prostą i niezawodną konstrukcję.
Elektrowóz ET21-57 wchodzi w skład zbiorów skansenu w Chabówce jako czynny eksponat zabytkowy w historycznym malowaniu. Zabytkowa lokomotywa okazjonalnie prowadziła pociągi okolicznościowe, w tym na zamówienie miłośników kolei.

## Koleje przemysłowe
Na początku lat pięćdziesiątych linie kolei piaskowych zostały zelektryfikowane, dlatego elektrowozy ET21 zostały zakupione przez przewoźników przemysłowych. Od 1958 roku lokomotywy eksploatowano w kopalni piasku w Szczakowej. Od maja 1968 roku kursowały na pola piaskowe bezpośrednio pod miejsca załadunkowe. Dlatego zainstalowano odcinki bocznej sieci trakcyjnej podwieszonej na słupach przytwierdzonych do podkładów. W niektórych lokomotywach dodatkowo zamontowano boczne pantografy na krawędzi dachu. Później zrezygnowano z bocznej sieci trakcyjnej. Elektrowozy ET21 eksploatowane były także w kopalni piasku „Kuźnica Warężyńska”. Niektóre lokomotywy kursowały z pociągami towarowymi w malowaniu zakładowym przewoźnika CTL Maczki-Bór. 

## Galeria

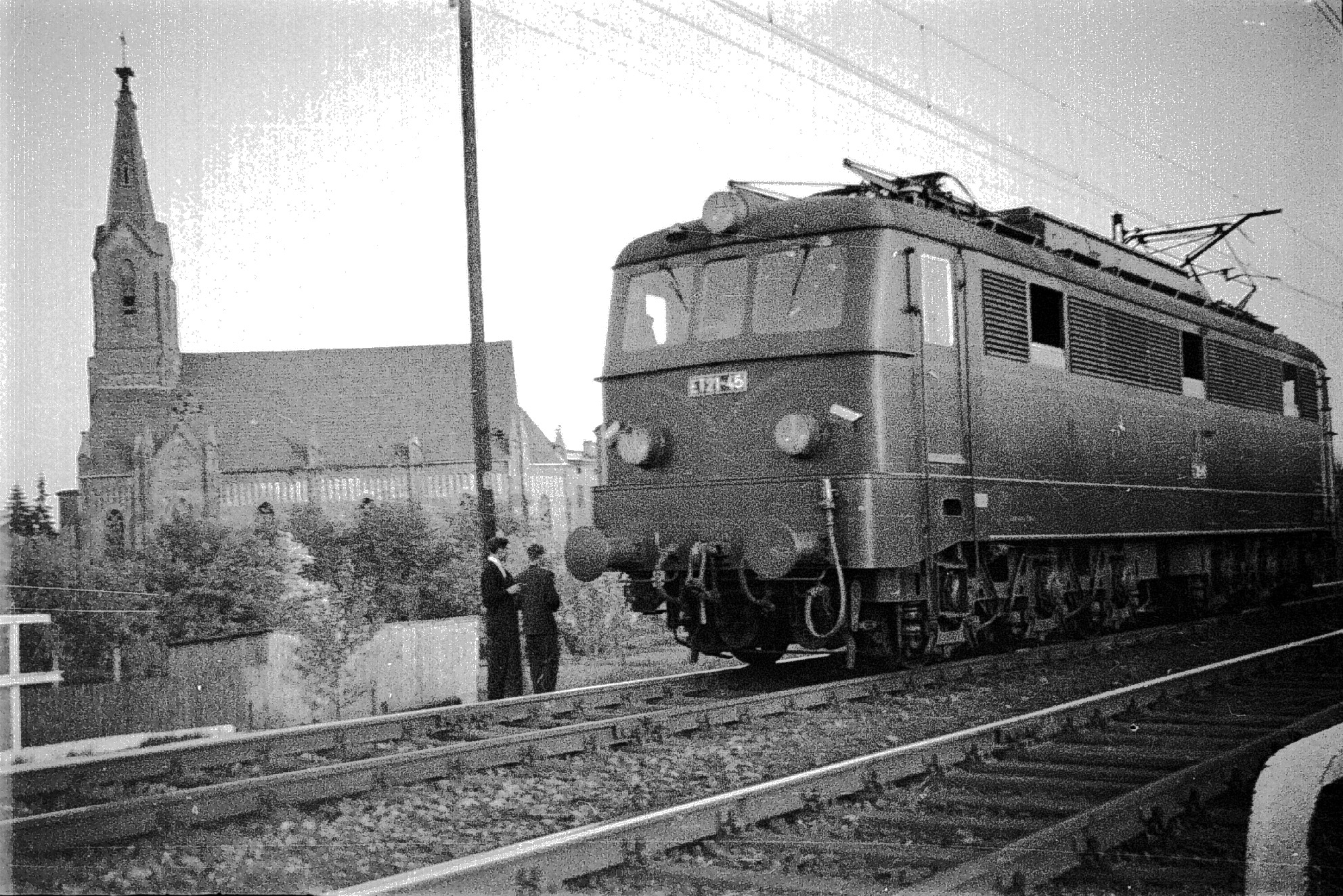
ET21-45 w historycznym malowaniu
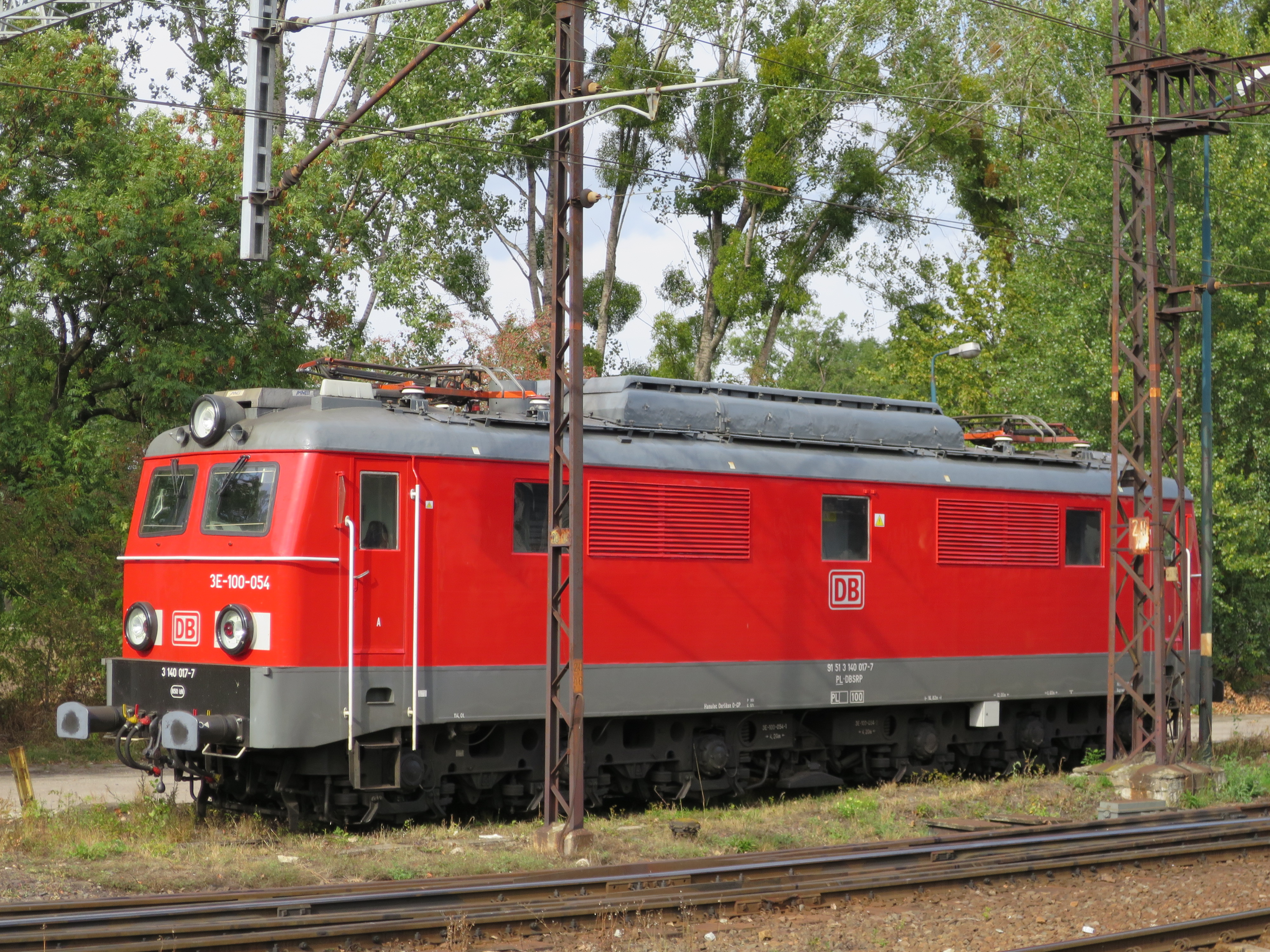
Zmodernizowany elektrowóz 3E-100-54 przewoźnika DB Schenker Rail Polska
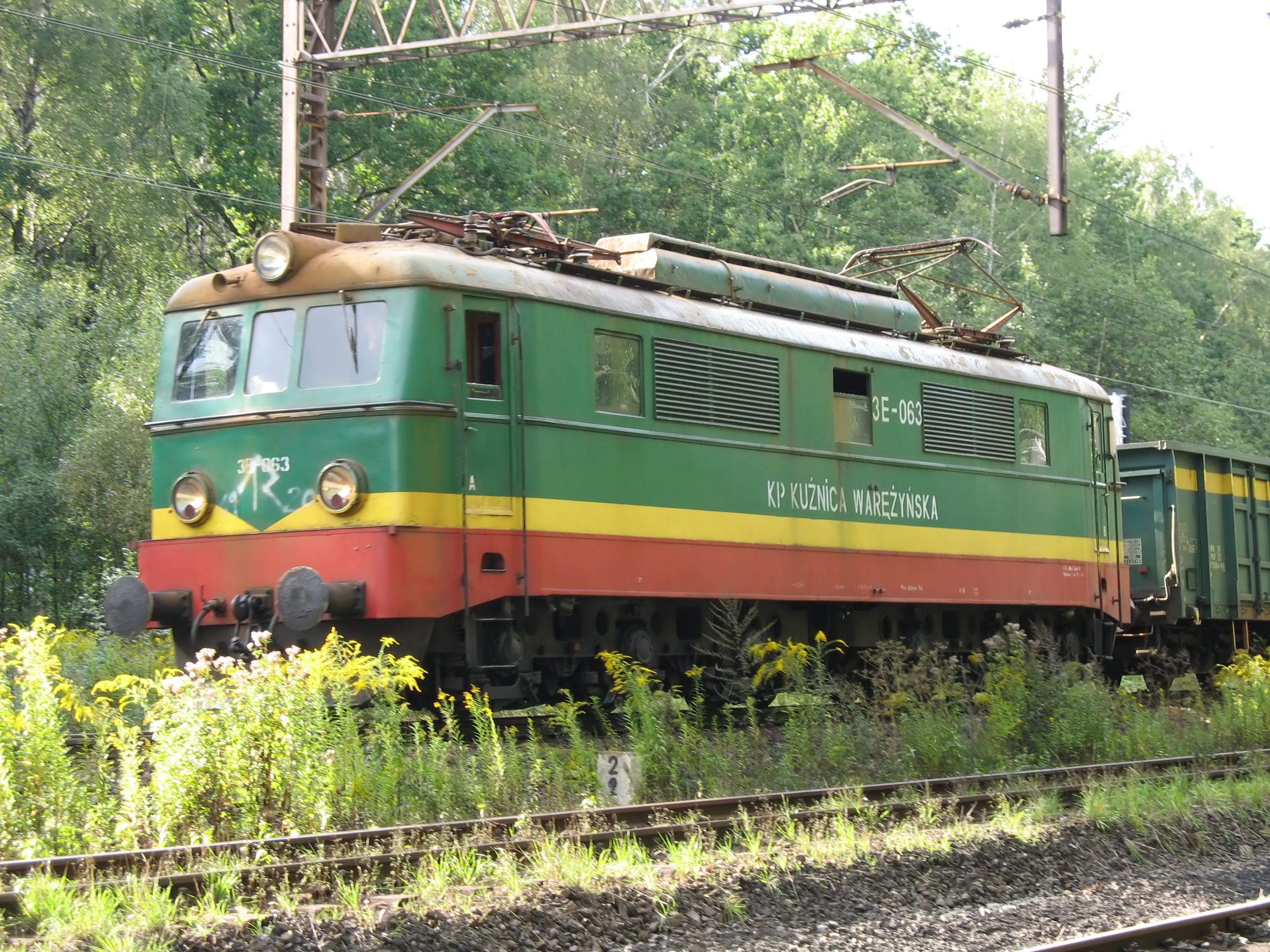
Elektrowóz 3E-063 w malowaniu Kopalni Piasku Kuźnica Warężyńska
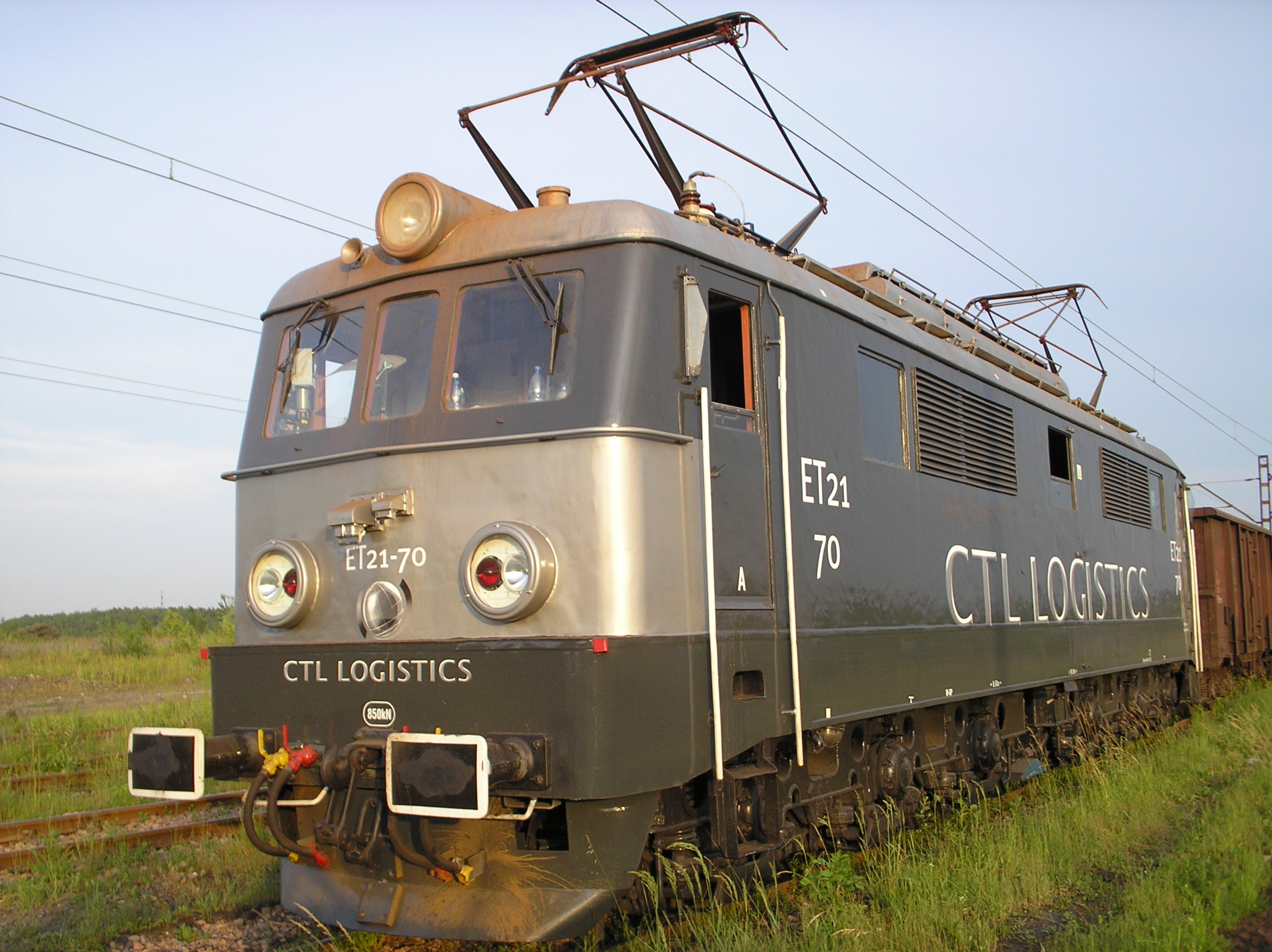
Elektrowóz ET21-70 w malowaniu przewoźnika CTL Logistics